# Premio Compton Crook
El Premio Compton Crook es un premio literario que se otorga a la mejor novela en idioma inglés del año en el género de ciencia ficción, fantasía u horror, otorgado por los miembros de Baltimore Science Fiction Society en la convención anual de ciencia ficción en Baltimore llamada Balticon, celebrado el fin de semana de Memorial Day en el área de Baltimore, Maryland. El premio se ha otorgado desde el año 1983 y también es conocido como Compton Crook/Stephen Tall Award.
La Baltimore Science Fiction Society (BSFS) presenta el «Compton Crook Award» en cada Balticon SM (desde 1983) para «... la mejor novela del género durante el año anterior...». La lista de libros participantes es publicada en revistas mensuales al que pueden acceder los miembros de esta, y a la vez, pueden leerlos y votar. El autor ganador es invitado a Balticon, donde la BSFS le paga el transporte y alojamiento para asistir a dos años y un premio en efectivo de $1.000 dólares desde el 2005. 
El nombre de «Compton Crook» es el nombre de un autor de ciencia ficción, residente y profesor de la Towson University y que tenía el seudónimo de Stephen Tall. Falleció en 1981.

## Ganadores
- 2022 - P. Djèlí Clark, A Master of Djinn
- 2021 - Micaiah Johnson, The Space Between Worlds
- 2020 - Arkady Martine, A Memory Called Empire
- 2019 - R. F. Kuang, The Poppy War
- 2018 - Nicky Drayden, The Prey of Gods
- 2017 - Ada Palmer, Too Like The Lightning[2]
- 2016 - Fran Wilde, Updraft
- 2015 - Alexandra Duncan, Salvage
- 2014 - Charles E. Gannon, Fire With Fire
- 2013 - Myke Cole, Control Point
- 2012 - T. C. McCarthy, Germline
- 2011 - James Knapp, State of Decay
- 2010 - Paolo Bacigalupi, La chica mecánica (The Windup Girl)
- 2009 - Paul Melko, Singularity's Ring
- 2008 - Mark L. Van Name, One Jump Ahead
- 2007 - Naomi Novik, His Majesty's Dragon
- 2006 - Maria V. Snyder, Poison Study
- 2005 - Tamara Siler Jones, Ghosts in the Snow
- 2004 - E. E. Knight, Way of the Wolf
- 2003 - Patricia Bray, Devlin's Luck
- 2002 - Wen Spencer, Alien Taste
- 2001 - Syne Mitchell, Murphy's Gambit
- 2000 - Stephen L. Burns, Flesh and Silver
- 1999 - James Stoddard, The High House
- 1998 - Katie Waitman, The Merro Tree
- 1997 - Richard Garfinkle, Celestial Matters
- 1996 - Daniel Graham Jr., The Gatekeepers
- 1995 - Doranna Durgin, Dun Lady's Jess
- 1994 - Mary Rosenblum, The Drylands
- 1993 - Holly Lisle, Fire in the Mist
- 1992 - Carol Severance, Reefsong
- 1991 - Michael Flynn, In the Country of the Blind
- 1990 - Josepha Sherman, The Shining Falcon
- 1989 - Elizabeth Moon, Sheepfarmer's Daughter
- 1988 - Christopher Hinz, Liege-Killer
- 1987 - Thomas Wren, Doomsday Effect
- 1986 - Sheila Finch, Infinity's Web
- 1985 - David R. Palmer, Emergence
- 1984 - Christopher Rowley, War For Eternity
- 1983 - Donald Kingsbury, Rito de cortejo